# Tatzenbach (Riedbach)
Der Tatzenbach ist ein anderthalb Kilometer langer Bach im Gemeindegebiet von Obersontheim im Landkreis Schwäbisch Hall im nordöstlichen Baden-Württemberg, der sich östlich des Weilers Hausen von links und Westnordwesten mit dem rechten Brückbach zum Riedbach vereint.

## Geographie

### Verlauf
Der Tatzenbach entsteht auf etwa 405 m ü. NHN nahe einer Feldscheune im Wiesengewann Seeteich, etwa 300 m nordwestlich des Weilers Siehdichfür der Gemeinde Obersontheim jenseits des schmal nach Osten vorspringenden Weinbergs (ca. 440 m ü. NHN). Das zunächst recht kümmerliche Gewässer läuft in einer grasigen Wiesenrinne etwa ostwärts und unterquert den gut ausgebauten Feldweg von Siehdichfür nordwärts zum Sandrain, von welchem dort ein Abzweig nach Ostsüdosten zum Nordrand des Weilers Hausen führt.
Anfangs durch einen breiten Grasstreifen von bis zu einem Dutzend Meter Breite von diesem rechts begleitenden Weg entfernt, trennt das ohne Baum oder Strauch am Ufer nunmehr auf dem Grund einer anderthalb bis zwei Meter tief eingerissenen, erdigen Rinne fließende kleine Gewässer die Gewanne Schindäcker links und Seeäcker rechts. Weiter abwärts schließen sich diesen die fast ganz beackerten Gewanne Grundäcker links – mit einer ausgesiedelten Hofstelle dicht am Bach – und Hinteräcker rechts an, hinter welchem der Siedlungsrand Hausens liegt. Nach wenigen Bäumen am Ende des Wirtschaftsweges unterquert der Tatzenbach ortsseits des nördlichsten Hauses von Hausen die Alttrasse der L 1060.
Er durchschneidet in schnurgeradem Graben die Wiesen des Gewanns Neuäcker und wird dann etwa 70 Meter nördlich der Feldwegbrücke über die Straße unter der Neutrasse der L 1060 hindurchgeführt. Er läuft nun in etwas weniger geradem Lauf mit sporadisch Gebüsch am Ufer in den oder am Rande der feuchten Riedwiesen, die das sich linksseits fortsetzende Gewann Neuäcker und die noch höheren Tatzenäcker von den Stircheläckern rechts scheiden. An einem kreuzenden Feldweg erreicht er die K 2619 Hausen–Untersontheim, unterquert sie und vereint sich nach etwa 60 Metern dem Feldweg entlang an dessen Bachbrücke auf etwa 370 m ü. NHN mit dem zuletzt von Westen kommenden, merklich größeren Brückbach zum Riedbach, der ostwärts abfließt.
Nach seinem etwa 1,5 km langen Lauf mit mittlerem Sohlgefälle von etwa 23 ‰ mündet der Tatzenbach etwa 35 Höhenmeter unterhalb seines Ursprungs. Er hat, von einem rund 50 Meter langen Quellabfluss in den Riedwiesen und kurzen Weggräben neben dem anfangs gequerten ausgebauten Feldweg und neben der Kreisstraße abgesehen, keine oberflächlichen Zuflüsse.

### Einzugsgebiet
Der Tatzenbach entwässert ein etwa 0,7 km² großes Gebiet, das ganz in der Ortsteilgemarkung von Untersontheim liegt. Etwa ein Achtel des Einzugsgebietes ganz im Westen gehört naturräumlich zum Unterraum Fischachbucht und Randhöhen der Schwäbisch-Fränkischen Waldberge, der Rest zum Unterraum Vellberger Bucht der Hohenloher und Haller Ebene. Der höchste Punkt liegt 100 bis 160 Meter südlich der Quelle auf dem schmalen, etwa 440 m ü. NHN hohen Sporn des Weinbergs.
Im Norden grenzt das Einzugsgebiet des langen Roßbachs an, des letzten Riedbach-Zuflusses. Im Süden konkurriert der gegenüber dem Tatzenbach bedeutendere rechte Riedbach-Oberlauf Brückbach.
Das Einzugsgebiet liegt überwiegend im Gipskeuper (Grabfeld-Formation). Darauf abgelagert sind um den Lauf selbst teils jüngere quartäre Sedimente. So verläuft der Bach im Seeteich und noch ein kleines Stück weit jenseits des querenden Feldwegs zum Sandrain in einem schmalen  Schwemmsedimentstreifen und weiter abwärts etwa an der ausgesiedelten Hofstelle beginnt ein breiteres Band holozäner Abschwemmmassen. Viel weiter abwärts jenseits der neuen L 1060 setzt am Hangfuß beidseits der Riedwiesen der den Gipskeuper unterlagernde Lettenkeuper (Erfurt-Formation) ein.
Vom Weinberg herab laufen im Wald wenige lehmige, nur selten wasserführende Rinnen herab bis nahe an den Rand des Gewanns Seeteich, ohne dass danach eine Fortsetzung in der Wiese bis zum Tatzenbachursprung zu erkennen wäre. Der Gewannname deutet darauf hin, dass hier der schon auf älteren Karten nicht mehr eingetragene, aber 1750 noch bestehende halbmorgengroße See bei Hausen lag.
In den Riedwiesen liegt links nach der Landesstraßenquerung am Hangfuß eine als Naturdenkmal geschützte, flach eingesenkte, etwa 11 Ar große Gipskeuperdoline, ungewöhnlicherweise im Übergangsbereich zum Lettenkeuper. Ein Ring hoher Pappeln umgibt dort eine Wiese, ein kurzer Graben führt den Abfluss einer Quelle zum Tatzenbach.
Mündungsnah liegen beidseits der Kreisstraße seggenreiche Nasswiesen.

### LUBW
Amtliche Online-Gewässerkarte mit passendem Ausschnitt und den hier benutzten Layern: Lauf und Einzugsgebiet des Tatzenbachs 

Allgemeiner Einstieg ohne Voreinstellungen und Layer: Daten- und Kartendienst der Landesanstalt für Umwelt Baden-Württemberg (LUBW) (Hinweise)
1. ↑  Höhe nach dem Höhenlinienbild auf dem Hintergrundlayer Topographische Karte.
2. ↑  Länge nach dem Layer Gewässernetz (AWGN); ein kurzes, dort nicht berücksichtigtes Anfangsstück des Grabens wurde auf dem Hintergrundlayer Topographische Karte abgemessen und dazugerechnet.
3. ↑  Einzugsgebiet abgemessen auf dem Hintergrundlayer Topographische Karte.
4. ↑  Naturdenkmal und Biotope nach den einschlägigen Layern und nach Augenschein.

### Andere Belege
1. ↑  Wolf-Dieter Sick: Geographische Landesaufnahme: Die naturräumlichen Einheiten auf Blatt 162 Rothenburg o. d. Tauber. Bundesanstalt für Landeskunde, Bad Godesberg 1962. → Online-Karte (PDF; 4,7 MB)
2. ↑  Geologie nach den Layern zu Geologische Karte 1:50.000 auf: Mapserver des Landesamtes für Geologie, Rohstoffe und Bergbau (LGRB) (Hinweise). Etwa dasselbe Bild gibt die Geologische Karte von Baden-Württemberg 1:25.000, herausgegeben vom Geologischen Landesamt 1982, Blatt Nr. 6925 Obersontheim mit Erläuterungsheft.
3. ↑  Früherer See nach dem Abschnitt zur Parzelle Hausen des Kapitels zu Unter-Sontheim der Beschreibung des Oberamts Hall von 1847.